# Cladiscodes
Cladiscodes is een geslacht van vliesvleugeligen uit de familie Encyrtidae. De wetenschappelijke naam van dit geslacht is voor het eerst geldig gepubliceerd in 1977 door Subba Rao.

## Soorten
Het geslacht Cladiscodes omvat de volgende soorten:
- Cladiscodes clavus Zhang & Huang, 2005
- Cladiscodes incisius Prinsloo, 1988
- Cladiscodes longicornis Zhang & Huang, 2005
- Cladiscodes orientalis Singh & Agarwal, 1993
- Cladiscodes sacchari Subba Rao, 1977